# Metasia cypriusalis
Metasia cypriusalis là một loài bướm đêm trong họ Crambidae.